# Kyle Quincey
Kyle Quincey (ur. 12 sierpnia 1985 w Kitchener, Ontario, Kanada) – kanadyjski hokeista, reprezentant Kanady.

## Kariera klubowa
- Mississauga Chargers (2001-2002)
- London Knights (2002-2003)
- Mississauga IceDogs (2003-2005)
- Grand Rapids Griffins (2005-2008)
- Detroit Red Wings (2005-2008)
- Los Angeles Kings (2008-2009)
- Colorado Avalanche (2009-2012)
- Detroit Red Wings (2012-2016)
  -  Denver Cutthroats (2012-2013)
- Detroit Red Wings (2012-2017)
- Columbus Blue Jackets (2017)
- Minnesota Wild (2017-)

Wychowanek Orangeville MHA. Został wybrany przez Detroit Red Wings w drafcie w 2003 roku z numerem 132. Na początku października 2003 roku zawodnik został oddany przez London Knights do Mississauga IceDogs w dużej wymianie, której głównym bohaterem był Rob Shremp. Quincey pomógł swojemu nowemu zespołowi dojść do finału playoff w lidze OHL w 2004 roku, lecz tam IceDogs nie wygrali żadnego meczu w rywalizacji z Guelph Storm. Po sezonie 2004/05 Quincey został nazwany trzecim najlepszym obrońcą ligi OHL. Quincey zadebiutował w NHL w sezonie 2005/06, kiedy rozegrał jedno spotkanie w barwach Red Wings. Resztę tego sezonu spędził w AHL w barwach Grand Rapids Griffins, gdzie wystąpił 70 razy, zdobywając 33 punkty i spędzając 107 minut na ławce kar. W kolejnym sezonie zagrał na lodowiskach NHL 6-krotnie i zdobył swoją pierwszą bramkę. Stało się to 7 kwietnia 2007 roku w ostatnim meczu sezonu zasadniczego Red Wings. Skrzydła pokonały Chicago Blackhawks 7:2 a Quincey zdobył w tym meczu ostatniego gola, pokonując w drugiej tercji Patricka Lalime'a. W latach 2009–2012 gracz Colorado Avalanche. Od lutego 2012 roku zawodnik Detroit Red Wings. W lipcu podpisał dwuletnią umowę z klubem. Od października 2012 do stycznia 2013 roku na okres lokautu w sezonie NHL (2012/2013) związany kontraktem z klubem Denver Cutthroats. Od września 2016 zawodnik New Jersey Devils. Od marca 2017 zawodnik Columbus Blue Jackets. Od lipca 2017 zawodnik Minnesota Wild.

## Statystyki

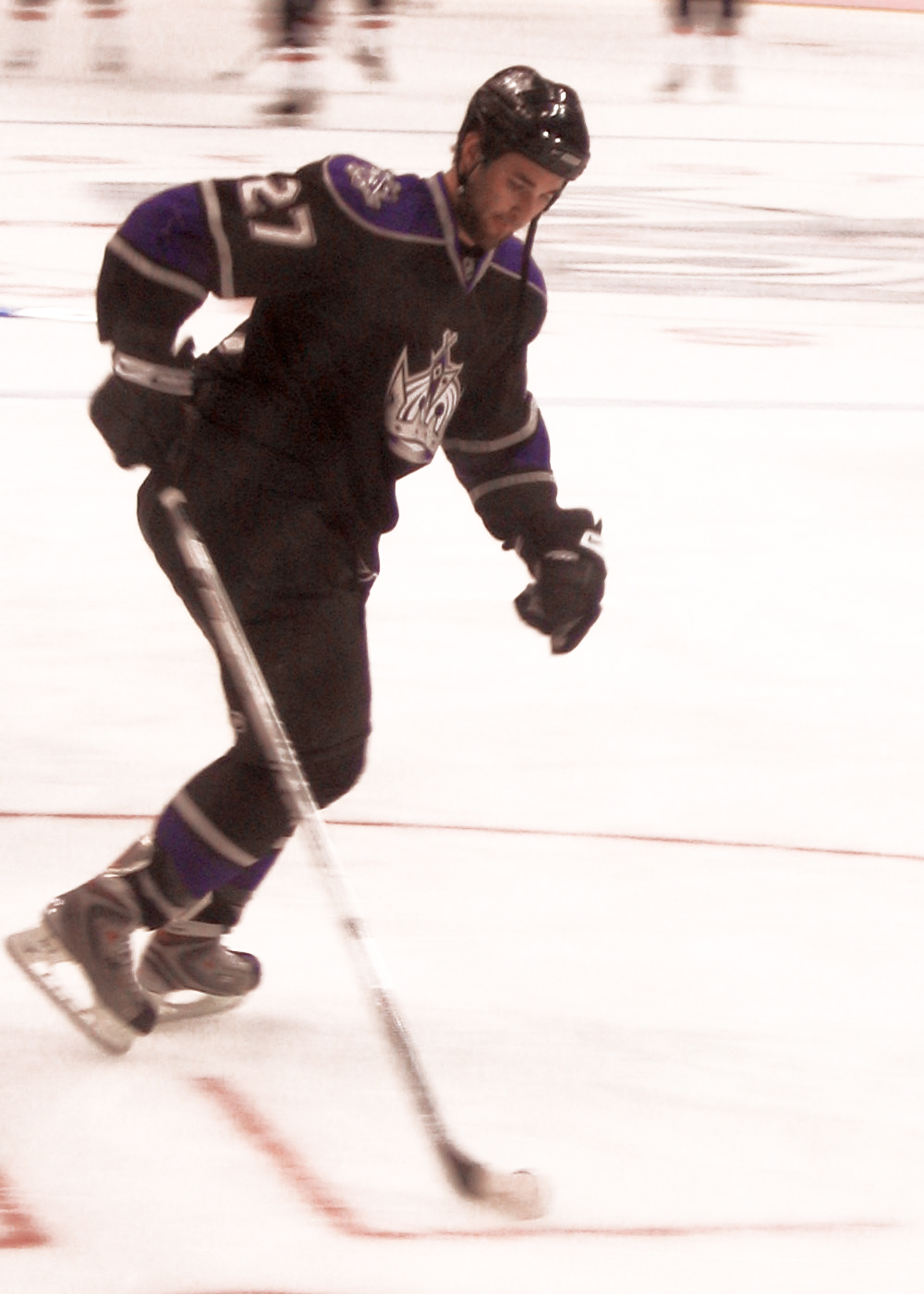
Kyle Quincey w barwach Los Angeles Kings (2008)

| 2002-03    | London Knights        | OHL        | 66  | 6  | 12 | 18  | 77  | 14 | 3 | 4  | 7  | 11 |
| 2003-04    | London Knights        | OHL        | 3   | 0  | 2  | 2   | 4   | -  | - | -  | -  | -  |
| 2003-04    | Mississauga IceDogs   | OHL        | 61  | 14 | 23 | 37  | 135 | 24 | 3 | 13 | 16 | 32 |
| 2004-05    | Mississauga IceDogs   | OHL        | 59  | 15 | 31 | 46  | 111 | 5  | 0 | 3  | 3  | 4  |
| 2005-06    | Grand Rapids Griffins | AHL        | 70  | 7  | 26 | 33  | 107 | 16 | 0 | 1  | 1  | 27 |
| 2005-06    | Detroit Red Wings     | NHL        | 1   | 0  | 0  | 0   | 0   | -  | - | -  | -  | -  |
| 2006-07    | Grand Rapids Griffins | AHL        | 65  | 4  | 18 | 22  | 126 | 2  | 0 | 0  | 0  | 0  |
| 2006-07    | Detroit Red Wings     | NHL        | 6   | 1  | 0  | 1   | 0   | 13 | 0 | 0  | 0  | 2  |
| OHL Ogółem | OHL Ogółem            | OHL Ogółem | 189 | 35 | 68 | 103 | 327 | 43 | 6 | 20 | 26 | 47 |
| NHL Ogółem | NHL Ogółem            | NHL Ogółem | 7   | 1  | 0  | 1   | 0   | 13 | 0 | 0  | 0  | 2  |